# Pearl Hackney
Pearl Hackney ( Burton upon Trent, Staffordshire, 28 de octubre de 1916 – Kent,  18 de septiembre de 2009) fue una actriz británica, mujer y viuda del actor Eric Barker. Vivió la mayor parte de su época en Liverpool.
También apareció junto a su marido en numerosas producciones incluyendo 21 episodios de The Eric Barker Half-Hour  y otras producciones televisivas como Coronation Street, Are You Being Served?, The Famous Five y All Creatures Great and Small. También apareció en seriales radiofónicos como Dad's Army.
En el cine, apareció en películas como Stand Up, Virgin Soldiers (1977), Yanks (1979), The Ploughman's Lunch (1983) y en cuatro películas del director Pete Walker: Cool It Carol! (1970), Four Dimensions of Greta (1972), Tiffany Jones (1973) y Schizo (1976).
Her stage appearances included the principal role of Parthy in a revival of the musical Show Boat at London's Adelphi Theatre in 1971.